# Баркове
Баркове́ — село в Україні, у Томаківській селищній громаді Нікопольського району Дніпропетровської області.
До 2016 року орган місцевого самоврядування  — Преображенська сільська рада. Населення — 104 мешканці.

## Населення

### Мова
Розподіл населення за рідною мовою за даними перепису 2001 року:
| Мова       | Кількість | Відсоток |
| ---------- | --------- | -------- |
| українська | 95        | 91.35%   |
| російська  | 8         | 7.69%    |
| румунська  | 1         | 0.96%    |
| Усього     | 225       | 100%     |

## Географія
Село Баркове розташоване на відстані 1,5 км від села Преображенка. Поруч проходить автомобільна дорога Р73.

## Інтернет-посилання
- Погода в селі Баркове [Архівовано 20 грудня 2011 у Wayback Machine.]

1. ↑  Рідні мови в об'єднаних територіальних громадах України — Український центр суспільних даних